# 阿戈黎波
阿戈黎波（英語：Aglibol）。叙利亚神话男性神祇之一。约出现于巴尔米拉城。具有重大地宗教影响与历史意义，其影响从古希腊世界一直延续至古罗马时代。

## 扩展阅读
Encyclopedia of Gods, Michael Jordon, Kyle Cathie Limited, 2002